# Nomia guangxiensis
Nomia guangxiensis là một loài Hymenoptera trong họ Halictidae. Loài này được Wu mô tả khoa học năm 1983.